# Баузе, Роберт Петрович
Роберт Петрович Баузе (латыш. Roberts Bauze; 8 января 1895 — 27 января 1938) — член Реввоенсовета армии Советской Латвии, редактор Красной газеты, старый большевик.

## Биография
Родился в латышской семье. С 1910 член РСДРП. В 1914 арестован и выслан в Нарым. После побега из ссылки продолжал работать нелегально в партийных организациях Екатеринбурга и Самары.
После Октябрьской революции вернулся в Латвию, впоследствии являлся членом центрального комитета ЛСДРП. Весной (15 марта — 31 мая) 1919 являлся членом Реввоенсовета армии Советской Латвии, 4 октября 1920 получил наградной жетон от политотдела Латышской стрелковой дивизии.
С декабря 1928 по октябрь (по другим сведениям — по май) 1929 года — ответственный секретарь Псковского окружного комитета ВКП(б). С 1932 состоял в Ленинградском отделении Всесоюзного общества старых большевиков (членский билет № 1648). Участвовал в 1-м съезде Союза писателей СССР в 1934 с правом решающего голоса. Был председателем Ленинградского областного радиокомитета, перед арестом — корреспондентом немецкой газеты (нем. Rote Zeitung) издательства ЦК ВКП(б).
Избирался делегатом VI Всероссийского Чрезвычайного съезда Советов (ноябрь 1918), XVI-й конференции ВКП(б) (апрель 1929), XVI съезда ВКП(б) (1930).
5 ноября 1937 года был арестован. 17 января 1938 года Комиссией НКВД и Прокуратуры СССР по статье 586, 8, 9, 11 УК РСФСР приговорён к высшей мере наказания; расстрелян 27 января 1938 в Ленинграде.

## Избранные публикации
- Сборник пятилетки / Сост.: ред.: Р. Баузе и др. — Л. : изд-во «Красная газета», 1930. — 248+146 с. — (Ежегодник за 1930 год / [Красная газета] ; 2).
- Сборник пятилетки / Под общ. ред. Р. Баузе и др. — [Л.] : Ленингр. обл. изд-во, 1931 (тип. им. Володарского). — 404+264 с. — (Ежегодник за 1931 год ; 3).
- Словарь для читателей газет / Ред.: Р. Баузе и др. — Л.: Красная газета, 1930. — 403 с.
- Смирнов А. Последние дни Утеманов : 1917 год на фабрике «Скороход» / Под ред. Р. П. Баузе. — М.; Л.: История фабрик и заводов, 1935. — 113+3 с. — (История фабрики «Скороход» им. Якова Калинина)

## Адреса
В Ленинграде — улица Радищева, дом 26, квартира 40.